# Guirguillano
Guirguillano è un comune spagnolo di 87 abitanti situato nella comunità autonoma della Navarra, nel nord della Spagna. Si trova a circa 20 km a sud-est di Pamplona, la capitale della regione.